# Grünsfeld
Grünsfeld är en stad i Main-Tauber-Kreis i regionen Heilbronn-Franken i Regierungsbezirk Stuttgart i förbundslandet Baden-Württemberg i Tyskland. Kommunerna Grünsfeldhausen, Krensheim, Kützbrunn, Paimar och Zimmern uppgick i Grünsfeld mellan 1972 och 1975.
Staden ingår i kommunalförbundet Grünsfeld tillsammans med kommunenen Wittighausen.